# Cimitero ebraico di Bühne
Il cimitero ebraico si trova nella località di Bühne, frazione di Borgentreich nel circondario di Höxter, situato nella parte nord-occidentale della Renania Settentrionale-Vestfalia, in Germania.
È considerato un monumento storico e come tale è protetto dalla legge. Sorge due chilometri fuori dalla cittadina, circondata da campi e aree boschive. Venne utilizzato fra il 1840 e la prima metà del XX secolo; vi sono conservate 15 Matzevah, caratteristiche lastre funerarie ebraiche. La maggior parte delle lastre che erano sul posto vennero distrutte durante il periodo nazista.